# ماثيو سايمور
ماثيو سايمور (بالإنجليزية: Matthew Seymour)‏ هو سياسي أمريكي، ولد في 1 مايو 1669 في نوروولك في الولايات المتحدة، وتوفي بنفس المكان في 1735. انتخب عضو مجلس نواب كونيتيكت.